# Одесская губерния
Одесская губерния (укр. Одеська губернія) — административно-территориальная единица УССР, существовавшая в 1920—1925 годах. Центр — город Одесса.

## История
Губерния была образована 28 января 1920 года путём выделения из Херсонской губернии; в феврале 1920 г. дополнительно в её состав был включен почти весь Балтский уезд Подольской губернии, и в июле — Первомайский уезд. 
8 августа 1920 года было установлено её деление на 6 уездов:
- Ананьевский
- Балтский
- Вознесенский
- Одесский
- Первомайский
- Тираспольский.

В феврале 1921 года был упразднён Ананьевский уезд (его территорию разделили между собой Балтский, Вознесенский, Первомайский и Тираспольский уезды); в марте 1921 г. изменены границы Одесской и Николаевской губерний.
21 октября 1922 года в состав Одесской губернии была включена Николаевская губерния (Елисаветградский, Николаевский и Херсонский уезды).
7 марта 1923 года уездное деление на Украине было отменено, и губерния была разделена на 6 округов:
- Балтский (за исключением Бандуровской волости (Бандурово); в 1924 округ расформирован с передачей бо́льшей части территории Молдавской АССР)
- Елисаветградский (в 1924 переименован в Зиновьевский)
- Николаевский
- Одесский
- Первомайский
- Херсонский

Округа, в свою очередь, делились на районы.
3 июня 1925 года Александрийский округ Екатеринославской губернии Украинской ССР был упразднён, а его территория разделена, к Зиновьевскому округу Одесской губернии отошли Верблюжский, Знаменский, Новгородковский, Ново-Прагский и Цыбулевский районы.
1 августа 1925 году все губернии УССР были упразднены, а их округа перешли в непосредственное подчинение республиканским органам управления.

## Руководители губернии в 1920-1925 годах

#### Ответственные секретари губернского комитетаКП(б) У
- Гамарник Ян Борисович (1920)
- Логинов Владимир Федорович (1920)
- Сырцов Сергей Иванович (1920-1921)
- Робинсон Самуил Григорьевич (1921)
- Одинцов Александр Васильевич (1921-1922)
- Майоров Михаил Моисеевич (1922-1923)
- Хатаевич Мендель Маркович (1923-1924)
- Корнюшин Федор Данилович (1924-1925)

### Председателя военно-революционного комитета и губернского исполнительного комитета
- Кин Павел Андреевич (1920)
- Борчанинов Александр Лукич (1920)
- Шумский Александр Яковлевич (1920)
- Клименко Иван Евдокимович (1920)
- Дробнис Яков Наумович (1920-1921)
- Аверин Василий Кузьмич (1921-1922)
- Иванов Андрей Васильевич (1923-1925)
- Кудрин Иван Михайлович (1925)

- Карта Одесской и Николаевской губерний, 1921 год
- Карта Одесской и Николаевской губерний, 1921 год
- Карта Одесской и Николаевской губерний, 1922 год
- Карта Одесской губернии, 1923 год
- Территория бывшей Одесской губернии на карте Украинской ССР, административное деление от 12 апреля 1925 года
- Территория бывшей Одесской губернии на карте Украинской ССР, административное деление от 1 марта 1927 года